# 武公 (趙)
武公（ぶこう、? - 紀元前387年）は、戦国時代の趙の君主。献侯の子。紀元前400年、兄の烈侯が死去すると、趙公（侯）として即位した。紀元前387年、死去した。在位13年。